# Consulat général d'Espagne à Montpellier
Le consulat général d'Espagne à Montpellier est une représentation consulaire du royaume d'Espagne en France.
Il est situé rue Marceau, à Montpellier, en Languedoc-Roussillon.

## Fonction
Le Consul est le représentant officiel auprès de toutes les autorités et administrations du pays qu'il représente. Il est nommé et envoyé par un État sur un territoire étranger. Son rôle est de défendre les intérêts de cet État et d'exercer l’autorité sur ses nationaux établis hors de ses frontières.
Il a notamment pour mission de les assister, d’assurer leurs protections et de veiller au respect des conventions passées entre l’État qu’il représente et le pays d’accueil.
Le consul est en étroite collaboration avec son ambassade à Paris, elle-même sous l'autorité de l'ambassadeur, représentant officiel du pays.
Le rôle, en général, du consulat est :
- Une présence pour les communautés du pays qu'il représente,
- La délivrance de documents d'identité et de visas,
- Des informations de veilles économiques et commerciales,
- L'organisation d'élections.

Quatorze consulats sont représentés à Montpellier.